# Charles Du Bois
Charles Du Bois (* 23. Juni 1874 in Neuenburg; † 10. April 1963 in Genf) war ein Schweizer Dermatologe.
Du Bois promovierte in Medizin und war von 1927 bis 1945 Professor für Dermatologie an der Universität Genf.